# Antonio Watson
Antonio Watson (11 settembre 2001) è un velocista giamaicano, ha vinto la medaglia d'oro ai campionati mondiali di Budapest 2023 nei 400 m piani.

## Biografia
Nel 2023 ha vinto la medaglia d'oro ai campionati mondiali nei 400 m piani.

## Progressione

### 400 metri piani
| Stagione | Misura | Luogo        | Data      | Rank. Mond. |
| -------- | ------ | ------------ | --------- | ----------- |
| 2023     | 44"13  | Budapest     | 22-8-2023 |             |
| 2022     | 46"17  | Kingston     | 12-2-2022 |             |
| 2021     | 46"27  | Kingston     | 27-2-2021 |             |
| 2020     | 47"95  | Kingston     | 29-2-2020 |             |
| 2019     | 46"83  | Spanish Town | 16-3-2019 |             |
| 2018     | 46"45  | Kingston     | 3-3-2018  |             |
| 2017     | 46"59  | Nairobi      | 14-7-2017 |             |
| 2016     | 49"45  | Spanish Town | 20-2-2016 |             |

## Palmarès
| Anno | Manifestazione      | Sede         | Evento        | Risultato | Prestazione | Note                          |
| ---- | ------------------- | ------------ | ------------- | --------- | ----------- | ----------------------------- |
| 2017 | Mondiali U18        | Nairobi      | 400 m piani   | Oro       | 46"59       | Miglior prestazione personale |
| 2017 | Mondiali U18        | Nairobi      | 4x400 m mista | Argento   | 3'22"23     |                               |
| 2018 | Olimpiadi giovanili | Buenos Aires | 200 m piani   | Argento   | 42"41       | [ 2 ] [ 3 ]                   |
| 2022 | NACAC U23           | San Josè     | 200 m piani   | Bronzo    | 21"03       |                               |
| 2022 | NACAC U23           | San Josè     | 4x100 m       | Oro       | 42"07       |                               |
| 2023 | Mondiali            | Budapest     | 400 m piani   | Oro       | 44"22       | [ 4 ] [ 5 ]                   |
| 2023 | Mondiali            | Budapest     | 4×400 m       | 4º        | 2'58"71     |                               |

## Campionati nazionali
2021
- 6º ai campionati giamaicani (Kingston), 200 m piani - 20"66

2022
- 7º ai campionati giamaicani (Kingston), 200 m piani - 20"87

2023
- Argento ai campionati giamaicani (Kingston), 400 m piani - 44"54

## Altre competizioni internazionali
2017
- Oro ai CARIFTA Games U18 ( Willemstad), 400 m piani - 47"86

2018
- Oro ai CARIFTA Games U20 ( Nassau), staffetta 4x400 m - 3'06"62

2019
- Argento ai CARIFTA Games U20 ( George Town), 200 m piani - 20"83
- Oro ai CARIFTA Games U20 ( George Town), staffetta 4x400 m - 3'07"82